# Akutna HIV infekcija
Akutna HIV infekcija (ili: primarna HIV infekcija, akutni retroviralni sindrom) je druga faza infekcije HIV-om. Prethodi periodu latencije, a nastaje nakon perioda inkubacije virusa.

## Simptomi
Tokom ovog perioda koji obično nastupa 2-4 nedelje nakon infekcije, između 40% i 90% inficiranih razviće nespecifične simptome bolesti, koji imitiraju simptome gripa, mononukleoze ili meningitisa. Oni najčešće uključuju: visoku temperaturu, grlobolju, generalizovani makulopapularni osip po koži, i iscrpljenost. Takođe, često se javljaju bolovi u mišićima i zglobovima, simetrična otečenost limfnih čvorova (naročito zadnjeg dela vrata, pazušnih jama i prepona), smanjen apetit i gubitak telesne težine, dijareja. Simptomi se samostalno najčešće povlače 1-2 nedelje nakon početka bolesti (osim limfnih čvorova, koji mogu ostati otečeni i duže), mada mogu trajati i do 10 nedelja. Zbog nespecifičnog karaktera, simptomi često ostaju neprepoznati od strane doktora, te infekcija ostane nedijagnostikovana.

## Testiranje
Testiranje na prisustvo virusa HIV u organizmu treba obaviti nakon isteka perioda prozora, vremena u kojem se u krvi standardnim ELISA testom ne mogu registrovati neutrališuća antitela. Konzervativno trajanje perioda prozora propisano je različito među zemljama, ali ono uvek iznosi između 12 i 13 nedelja nakon poslednjeg rizičnog seksualnog odnosa, transfuzije krvi ili korišćenja zajedničkog pribora za intravensko korišćenje narkotika. Međutim, savremenom dijagnostikom realan period prozora znatno je skraćen, te on, u zavisnosti od vrste testa, može iznosti od svega 4 nedelje nakon potencijalne infekcije ukoliko se koristi DUO test (ELISA test koji pretražuje antitela u krvi + antigen p24 test koji u krvi pretražuje specifične proteine HIV-a), do 8 nedelja ukoliko se koristi standardni ELISA test.